# Gioia Marconi Braga
Gioia Marconi Braga (* 10. April 1916 in London; † 15. Juli 1996 in Englewood, New Jersey) war die Gründerin und Vorsitzende der Marconi Foundation, die heute als Marconi Society bekannt ist. Sie war die Tochter Guglielmo Marconis, des italienischen Radiopioniers und Erfinders.

## Leben
Geboren wurde Gioia Marconi am 10. April 1916 in London als Tochter von Guglielmo Marconi und dessen Frau Beatrice O’Brien, Tochter des 14. Baron von Inchiquin. Aus der Ehe der Marconis stammten drei Kinder, neben Gioia die Tochter Degna und der Sohn Giulio. Die Ehe ihrer Eltern wurde 1924 geschieden und 1927 für nichtig erklärt, Gioia wurde in Italien ausgebildet und arbeitete später im Radio und Fernsehen, in Rom für die staatliche RAI und in New York City für die NBC. Braga lebte lange Zeit in Alpine (New Jersey). Ihr Mann George Atkinson Braga starb bereits 1985.
Die wohlhabende Frau war eine bedeutende Kunstsammlerin und Mäzenin. Die von ihr 1974 gegründete Marconi Foundation vergibt jährlich Preise für kreative Arbeiten von Wissenschaftlern, die sich für humanistische Ziele in Wissenschaft und Technik einsetzen. Viele Jahre lang war sie auch Direktorin des Institute of International Education und des Spoleto Festival of Two Worlds. Sie war in den Vorständen der Polytechnic University of Brooklyn und des Center for Italian Studies an der Columbia University. Braga starb am 15. Juli 1996 im Englewood Hospital.